# Kalapácsfejű repülőkutya
A kalapácsfejű repülőkutya (Hypsignathus monstrosus) az emlősök (Mammalia) osztályába, azon belül a denevérek (Chiroptera) rendjébe, és a nagy denevérek alrendjébe tartozó repülőkutyafélék (Pteropodidae) családjának a Hypsignathus nemének egyetlen faja.

## Elterjedése
Afrika folyóvízi erdeiben, mangrove mocsaraiban, erdeiben élnek.

## Megjelenése
Szárny fesztávolsága 686-970 milliméter. A hímek nagyobbak, mint a nőstények, tömegük átlagosan 400 gramm, míg a nőstényeké átlagosan mindössze 275 gramm. A kalapácsfejű repülőkutyánál nemi kétalakúság figyelhető meg, a hímeknek van ormánya, amiről a faj a nevét kapta, a nőstények rókaszerű megjelenésükkel hasonlítanak a többi repülőkutya fajra.

## Táplálkozása
A kalapácsfejű repülőkutya gyümölcsevő.

## Fordítás
- Ez a szócikk részben vagy egészben  a   Hammer-headed bat című angol Wikipédia-szócikk fordításán alapul.  Az eredeti cikk szerkesztőit annak laptörténete sorolja fel. Ez a jelzés csupán a megfogalmazás eredetét és a szerzői jogokat jelzi, nem szolgál a cikkben szereplő információk forrásmegjelöléseként.

## Külső hivatkozások
- Kép a hím fej formájáról
- Egy kép a hím és a nőstény koponyájáról